# Joe Graboski
Joseph W. « Joe » Graboski, né le 15 janvier 1930, à Columbus, dans l'Ohio, décédé le 2 juillet 1998, est un ancien joueur américain de basket-ball. Il évolue durant sa carrière aux postes d'ailier fort et de pivot.

## Palmarès
- Champion NBA 1956